# Abdoul Kader Ouattara
Pour les articles homonymes, voir Ouattara.
Abdoul Kader Ouattara, né le 26 mai 2005 au Burkina Faso, est un footballeur international burkinabé qui joue au poste d'attaquant au Cercle Bruges KSV.

## Biographie

### Carrière en club
Ouattara rejoint la réserve du Cercle Bruges à l'été 2023, en provenance du Rahimo FC. En 2024, il rejoint l'équipe première et fait ses débuts en championnat le 4 février 2024 contre Saint-Trond. En septembre 2024, après un début de saison prometteur, il se blesse au muscle ischio-jambier et est écarté des terrains plusieurs mois,.

## Statistiques
| Saison                | Club                  | Championnat           | Championnat | Championnat | Coupe(s) nationale(s) | Coupe(s) nationale(s) | Compétition(s) continentale(s) | Compétition(s) continentale(s) | Compétition(s) continentale(s) | Burkina Faso | Burkina Faso | Total | Total |
| Saison                | Club                  | Division              | M.          | B.          | M.                    | B.                    | Comp.                          | M.                             | B.                             | M.           | B.           | M.    | B.    |
| 2023-2024             | Jong Cercle           | Nationale 2           | 12          | 6           | -                     | -                     | -                              | -                              | -                              | 0            | 0            | 12    | 6     |
| 2023-2024             | Cercle Bruges KSV     | Division 1A           | 7           | 0           | 0                     | 0                     | -                              | -                              | -                              | 2            | 0            | 9     | 0     |
| 2024-2025             | Cercle Bruges KSV     | Division 1A           | 8           | 2           | 0                     | 0                     | C3+C4                          | 4+3                            | 1+1                            | 3            | 0            | 18    | 4     |
| Sous-total            | Sous-total            | Sous-total            | 15          | 2           | 0                     | 0                     | -                              | 7                              | 2                              | 5            | 0            | 27    | 4     |
| Total sur la carrière | Total sur la carrière | Total sur la carrière | 27          | 8           | 0                     | 0                     | -                              | 7                              | 2                              | 5            | 0            | 39    | 10    |

### Liste des matches internationaux
| Matches internationaux d'Abdoul Kader Ouattara. | Matches internationaux d'Abdoul Kader Ouattara. | Matches internationaux d'Abdoul Kader Ouattara.      | Matches internationaux d'Abdoul Kader Ouattara. | Matches internationaux d'Abdoul Kader Ouattara. | Matches internationaux d'Abdoul Kader Ouattara. | Matches internationaux d'Abdoul Kader Ouattara.                      |
|                                                 | Date                                            | Lieu                                                 | Adversaire                                      | Résultat                                        | Compétition                                     | Notes                                                                |
| ----------------------------------------------- | ----------------------------------------------- | ---------------------------------------------------- | ----------------------------------------------- | ----------------------------------------------- | ----------------------------------------------- | -------------------------------------------------------------------- |
| 1.                                              | 22 mars 2024                                    | Stade Père-Jégo, Casablanca, Maroc                   | Libye                                           | 1 - 2                                           | Match amical                                    | Entré en jeu à la place d'Ousséni Bouda (en) à la 75e minute de jeu. |
| 2.                                              | 26 mars 2024                                    | Stade municipal de Berrechid, Berrechid, Maroc       | Niger                                           | 1 - 1                                           | Match amical                                    | Entré en jeu à la place d'Ousséni Bouda (en) à la 68e minute de jeu. |
| 3.                                              | 6 septembre 2024                                | Stade Abdoulaye-Wade, Diamniadio, Sénégal            | Sénégal                                         | 1 - 1                                           | Éliminatoires CAN 2025                          | Entré en jeu à la place de Cédric Badolo à la 82e minute de jeu.     |
| 4.                                              | 10 septembre 2024                               | Stade du 26-Mars, Bamako, Mali                       | Malawi                                          | 3 - 1                                           | Éliminatoires CAN 2025                          | Titulaire, remplacé par Mohamed Konaté à la 77e minute de jeu.       |
| 5.                                              | 13 octobre 2024                                 | Stade Félix-Houphouët-Boigny, Abidjan, Côte d'Ivoire | Burundi                                         | 0 - 2                                           | Éliminatoires CAN 2025                          | Titulaire, remplacé par Bertrand Traoré à la 64e minute de jeu.      |